# 589 هـ
589 هـ هي سنة في التقويم الهجري امتدت مقابلةً في التقويم الميلادي بين سنتي 1193 و1194.

## مواليد
- عز الدين الرسعني

## وفيات
- أبو الرشيد الرازي
- صلاح الدين الأيوبي